# Safronka
Safronka (deutsch Saffronken) ist ein Dorf in der polnischen Woiwodschaft Ermland-Masuren. Es gehört zur Landgemeinde Janowiec Kościelny im Powiat Nidzicki (Kreis Neidenburg).

## Geographische Lage
Safronka liegt im Südwesten der Woiwodschaft Ermland-Masuren, neun Kilometer südlich der Kreisstadt Nidzica (deutsch Neidenburg). Bis 1945 verlief die deutsch-polnische Staatsgrenze nur wenige hundert Meter östlich des Dorfes.

## Geschichte
Gegründet wurde das damals Safronika, nach 1579 Safronken und nach 1785 Saffronken genannte Dorf im Jahre 1347. Im Laufe der Geschichte bestand es aus einem Gut und einigen Gehöften.
Im Jahre 1874 kam Saffronken zum neu errichteten Amtsbezirk Kandien (polnisch Kanigowo) im ostpreußischen Kreis Neidenburg. Bis 1945 gehörte es dazu.
133 Einwohner zählte Saffronken 1910, 1933 waren es bereits 169.
Am 1. April 1936 vergrößerte sich Saffronken um den Nachbarort Willuhnen (polnisch Wiłunie), der eingemeindet wurde. 1939 belief sich die Einwohnerzahl von Saffronken auf 215.
Als 1945 das gesamte südliche Ostpreußen in Kriegsfolge an Polen überstellt wurde, war auch Saffronken davon betroffen. Das Dorf erhielt die polnische Namensform „Safronka“ und ist heute – auch als Sitz eines Schulzenamtes – eine Ortschaft im Verbund der Gmina Janowiec Kościelny im Powiat Nidzicki, bis 1998 der Woiwodschaft Olsztyn, seither der Woiwodschaft Ermland-Masuren zugehörig. Im Jahre 2011 zählte Safronka 267 Einwohner.

## Kirche
Bis 1945 war Saffronken in die evangelische Kirche Kandien (polnisch Kanigowo) in der Kirchenprovinz Ostpreußen der Kirche der Altpreußischen Union sowie in die römisch-katholische Kirche Napierken (1938 bis 1945 Wetzhausen (Ostpr.), polnisch Napierki) im damaligen Bistum Ermland eingegliedert.
Heute gehört Safronka zur römisch-katholischen Pfarrei Napierki, jetzt im Erzbistum Ermland gelegen. Evangelischerseits hat sich das Dorf zur Heilig-Kreuz-Kirche Nidzica in der Diözese Masuren der Evangelisch-Augsburgischen Kirche in Polen ausgerichtet.

## Verkehr
Safronka liegt östlich der in den 2010er Jahren neu gebauten Schnellstraße 7, die – auch als Europastraße 77 – in Nord-Süd-Richtung durch Polen verläuft. Eine Nebenstraße führt von der S 7-Anschlussstelle Powierz (Powiersen, 1938 bis 1945 Wetzhausen (Ostpr.)) über Safronka nach Janowiec Kościelny. Eine Anbindung an den Bahnverkehr besteht nicht.